# Hillandale
Hillandale est une census-designated place située dans les comtés de Montgomery et du Prince George, dans l’État du Maryland, aux États-Unis. Lors du recensement de 2020, elle comptait 5 774 habitants.